# AN/ALR-67
Das AN/ALR-67 (JETDS-Bezeichnung) ist ein digitales Radarwarnsystem für Kampfflugzeuge. Es wird von den US-Konzernen Raytheon und Northrop Grumman produziert.

## Beschreibung
Das ALR-67 wurde entworfen, um Piloten von Kampfflugzeugen rechtzeitig vor einer Erfassung durch Radarsysteme zu warnen. Hierzu sind mehrere Antennen über die Flugzeugzelle des Trägerflugzeuges verteilt, um eine lückenlose Überwachung des Luftraumes zu gewährleisten. Typischerweise befinden sich diese an den Flügelkanten und im Bereich des Cockpits. Das System kann Radarstrahlung im Frequenzbereich von 0,5 bis 20 GHz erfassen und identifizieren. Eine Neuprogrammierung ist ebenfalls möglich, so dass auch neue Radaranlagen identifiziert werden können.

### Komponenten
- vier kleine Wendelantennen für hohe Frequenzen
- vier Breitband-Empfänger für hohe und mittlere Frequenzen
- eine Gruppierung mehrerer Antennen für niedrige Frequenzen
- ein Überlagerungsempfänger zur Signalanalyse
- zwei Hauptprozessoren zur digitalen Signalverarbeitung
- ein Bildschirm im Cockpit inkl. Kontrolleinheit

## Varianten
Anmerkung: Die ursprüngliche Konfiguration des ALR-67 wurde mit der Zeit fast vollständig durch die (V)2- und (V)3-Variante verdrängt.

### AN/ALR-67(V)2
Diese Variante ist seit den 1990er-Jahren das primäre Radarwarnsystem der US Navy und wird von Northrop Grumman hergestellt. Es kann mit verschiedenen anderen Systemen verbunden werden, zum Beispiel mit der AGM-88 HARM zur Radarbekämpfung, dem Täuschkörpersystem AN/ALE-47 oder den EloGM-Systemen vom Typ AN/ALQ-126, -162 oder -165. Außerdem sorgt eine Verbindung mit den bordeigenen Radar- und Kommunikationssystemen für deren störungsfreien Betrieb. Bei dieser Variante wurden gegenüber der Vorgängerversion neue Algorithmen eingeführt, welche unter anderem genaue Koordinaten auch unter hoher g-Belastung liefern können.
Bis zum Juli 2001 wurden über 2.100 Geräte produziert und ausgeliefert. Diese wurden in eine Vielzahl von Ländern exportiert.

### AN/ALR-67(V)3
Das ALR-67(V)3 (auch „Advanced Special Receiver“ genannt) wird von Raytheon produziert und stellt eine erhebliche Weiterentwicklung der (V)2-Variante dar. So wurden die alten Hauptprozessoren durch COTS-Derivate der G4-CPU ersetzt. Die ursprünglichen Wendelantennen wurden durch so genannte „Integrated Antenna Detector“-Geräte (AID) abgelöst, welche einen breiteren Frequenzbereich (speziell im Bereich von sehr hohen Frequenzen) und beliebige Polarisationen überwachen können.
Das System wird seit Mitte 1999 in Serie hergestellt und zurzeit ausschließlich zur Ausrüstung der F/A-18E/F Super Hornet verwendet, wobei das System auch nach Australien exportiert wird.

## Plattformen
- F-14 Tomcat
- F/A-18 Hornet
- AV-8B Harrier II
- P-3 Orion